# Philippe Rousselot
Philippe Rousselot (* 4. September 1945 in Briey) ist ein französischer Kameramann und Oscarpreisträger.

## Karriere
Rousselot gab sein Debüt als Kameraassistent von Néstor Almendros in den Filmen Meine Nacht bei Maud (1969) und Claires Knie (1970) von Éric Rohmer. Nach einigen Arbeiten als Co-Kameramann von Guy Gilles fotografierte er 1972 dessen Film Absences répétées in Eigenregie. Im selben Jahr folgte eine weitere Zusammenarbeit mit Nestor Almendros im Rohmer-Film Die Liebe am Nachmittag.
Weitere bekannte Filme in den 1970er Jahren waren Die kleinen Pariserinnen (1977) von Diane Kurys und Ein kleines Luder (1979) von Jacques Doillon. 1981 fotografierte er für Jean-Jacques Beineix den Film Diva, für den er seinen ersten César erhielt.
Ab 1985 gelang ihm auch der Erfolg in internationalen Filmproduktionen, als er die Kameraarbeit für John Boormans Film Der Smaragdwald übernahm und 1986 mit dem British Academy Film Award ausgezeichnet wurde. 1987 erhielt er einen César für Thérèse von Alain Cavalier. 1988 bekam er seine erste Oscarnominierung für John Boomans Hope And Glory. 1988 trug er mit seinen Aufnahmen zum Film Der Bär von Jean-Jacques Annaud erheblich zum Erfolg dieses Filmes bei. 1991 erhielt er für Henry & June (Regie: Philip Kaufman) seine zweite Oscarnominierung. 1992 erhielt er für Robert Redfords Literaturverfilmung Aus der Mitte entspringt ein Fluß die begehrte Trophäe.
Nach Arbeiten für Neil Jordan (Wir sind keine Engel, Miracle – Ein geheimnisvoller Sommer, Interview mit einem Vampir), Jon Amiel (Sommersby), Miloš Forman (Larry Flynt – Die nackte Wahrheit) und Stephen Frears (Gefährliche Liebschaften, Mary Reilly) arbeitete er in den vergangenen Jahren verstärkt mit Tim Burton (Planet der Affen, Big Fish, Charlie und die Schokoladenfabrik). Im Jahr 2005 begann er mit den Dreharbeiten für Brett Ratners Film X-Men: Der letzte Widerstand, wurde aber später durch Dante Spinotti ersetzt.
1997 legte er mit dem Film Der Schlangenkuss seine erste und bislang einzige Regiearbeit vor.
Im März 2020 bekam er im Rahmen der 22. Marburger Kameragespräche den Marburger Kamerapreis für herausragende Bildgestaltung im Film.

## Filmografie (Auswahl)

### Kameraassistenz
- 1969: Meine Nacht bei Maud (Kamera: Néstor Almendros, Regie: Éric Rohmer)
- 1970: Claires Knie (Kamera: Néstor Almendros, Regie: Éric Rohmer)
- 1972: Die Liebe am Nachmittag (Kamera: Néstor Almendros, Regie: Éric Rohmer)

### Chefkameramann
- 1976: Der rote Steckbrief (L'affiche rouge)
- 1977: Die kleinen Pariserinnen (Diabolo menthe)
- 1979: Ein kleines Luder (La drôlesse)
- 1981: Die Verweigerung (La provinciale)
- 1981: Diva
- 1983: Der Mond in der Gosse (La lune dans le caniveau)
- 1985: Der Smaragdwald (The Emerald Forest)
- 1986: Thérèse
- 1987: Hope and Glory
- 1988: Der Bär (L’Ours)
- 1988: Gefährliche Liebschaften (Dangerous Liaisons)
- 1989: Zu schön für Dich (Trop belle pour toi)
- 1989: Wir sind keine Engel (We’re No Angels)
- 1991: Henry & June
- 1991: Miracle – Ein geheimnisvoller Sommer (The Miracle)
- 1992: Aus der Mitte entspringt ein Fluß (A River Runs Through It)
- 1993: Sommersby
- 1993: Flesh And Bone – Ein blutiges Erbe (Flesh and Bone)
- 1994: Die Bartholomäusnacht (La Reine Margot)
- 1994: Interview mit einem Vampir (Interview with the Vampire: The Vampire Chronicles)
- 1996: Mary Reilly
- 1996: Larry Flynt – Die nackte Wahrheit (The People vs. Larry Flynt)
- 1999: Instinkt (Instinct)
- 1999: Begegnung des Schicksals (Random Hearts)
- 2000: Gegen jede Regel (Remember the Titans)
- 2001: Der Schneider von Panama (The Tailor of Panama)
- 2001: Planet der Affen (Planet of the Apes)
- 2002: Antwone Fisher
- 2003: Big Fish
- 2005: Constantine
- 2005: Charlie und die Schokoladenfabrik (Charlie and the Chocolate Factory)
- 2007: Die Fremde in dir (The Brave One)
- 2007: Von Löwen und Lämmern (Lions for Lambs)
- 2007: The Great Debaters
- 2009: Sherlock Holmes
- 2010: Peacock
- 2011: Larry Crowne
- 2011: Sherlock Holmes: Spiel im Schatten (Sherlock Holmes: A Game of Shadows)
- 2013: Beautiful Creatures – Eine unsterbliche Liebe (Beautiful Creatures)
- 2015: Kind 44 (Child 44)
- 2016: The Nice Guys
- 2016: Phantastische Tierwesen und wo sie zu finden sind (Fantastic Beasts and Where to Find Them)
- 2018: Phantastische Tierwesen: Grindelwalds Verbrechen (Fantastic Beasts: The Crimes of Grindelwald)
- 2019: Cine Chalom (TV Mini-Serie, 1 Episode)
- 2021: Tom Clancy’s Gnadenlos (Tom Clancy's Without Remorse)
- 2022: Beast – Jäger ohne Gnade (Beast)

### Regie
- 1997: Der Schlangenkuss
- 2014: Rock, Paper, Scissors (Kurzfilm)

## Auszeichnungen
- 2020: Marburger Kamerapreis[1]
- 1993 Oscar Beste Kamera (Aus der Mitte entspringt ein Fluß)

## Belege
1. 1 2  Marburger Kamerapreis 2020, abgerufen am 4. März 2020.

| Personendaten    | Personendaten            |
| ---------------- | ------------------------ |
| NAME             | Rousselot, Philippe      |
| KURZBESCHREIBUNG | französischer Kameramann |
| GEBURTSDATUM     | 4. September 1945        |
| GEBURTSORT       | Briey                    |